# 屋代バスストップ
屋代バスストップ（やしろバスストップ）は、長野県千曲市大字雨宮の上信越自動車道上にある高速バス停留所。県道392号と上信越自動車道が交差する付近にある。案内上の表記は「上信越道屋代」である。

## 停車する路線

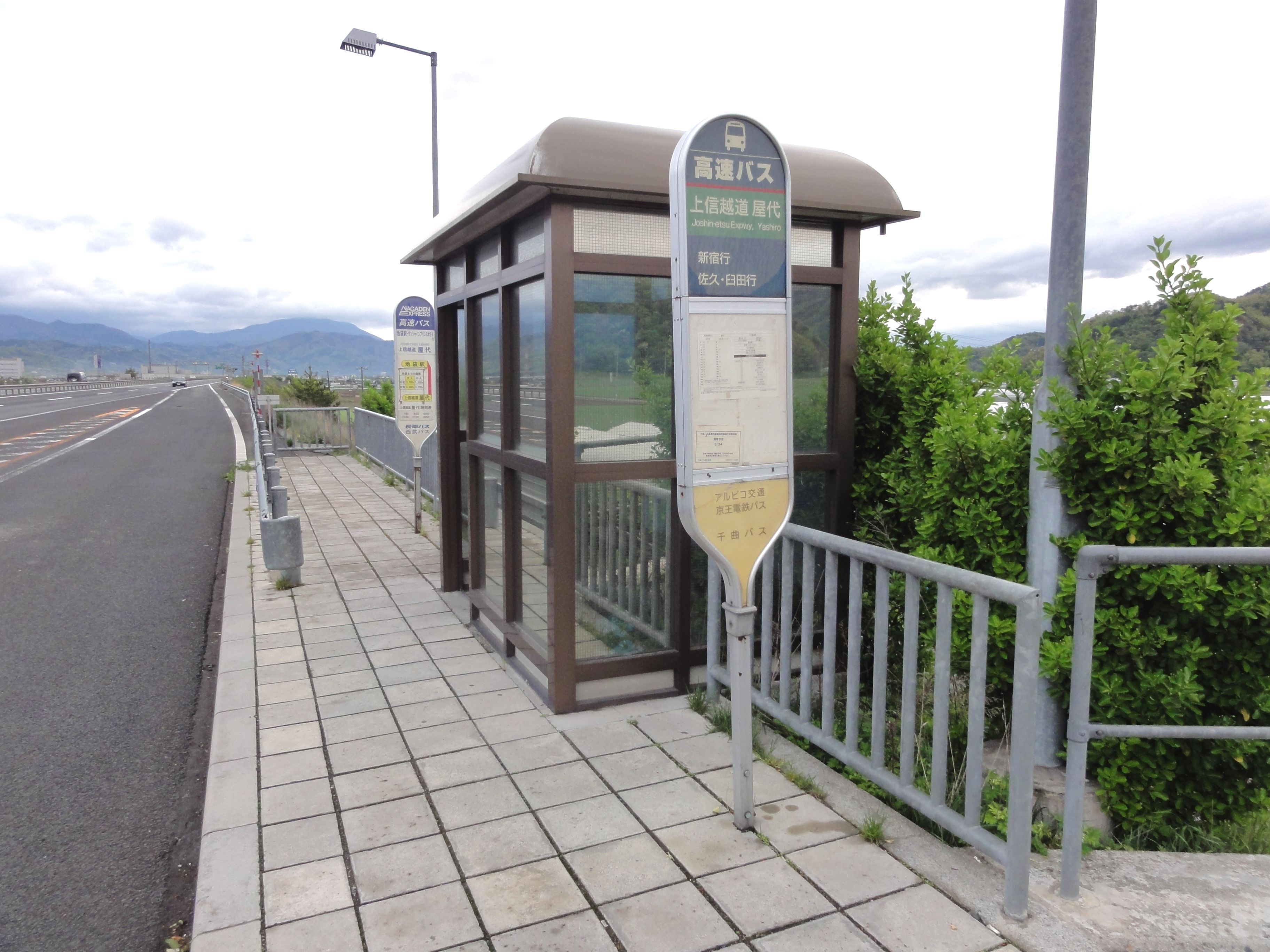
屋代バスストップ

- 長野 - 池袋・新宿線（アルピコ交通・アルピコ交通東京・京王バス・長電バス）
千曲川さかきBS - 屋代BS - 長野インター前
- 軽井沢・佐久・小諸・上田 - 京都・大阪線（千曲川ライナー、千曲バス・近鉄バス）
千曲川さかきBS - 屋代BS - 京都駅八条口
- どっとこむライナー（長野〜新宿・東京、昌栄高速運輸）
千曲川さかきBS - 屋代BS - 長野インター前

## 屋代スマートインターチェンジ（仮称）設置計画
屋代SIC（仮称）は、長野県千曲市が上信越自動車道坂城IC - 更埴JCT間にある、屋代バスストップ附近に設置を要請しているスマートインターチェンジ (SIC) である。
この構想は平成24年3月市議会において、市議からのSIC設置構想の質問に対し、近藤清一郎千曲市長（当時）が「設置に様々な課題がある」として設置可能性の有無に関して研究していく趣旨の答弁をした経緯がある。
平成31年3月市議会において岡田昭雄千曲市長は施政方針演説で、国、県、ネクスコ東日本、公安委員会との協議においてインターチェンジ設置場所が確定したことを答弁している。
2023年（令和5年）9月8日、国土交通省により新規事業化された。
大和ハウス工業による雨宮地区の造成「Dプロジェクト」（建設中）にも比較的近く、スマートインターチェンジが設置された場合、アクセスが格段に向上する可能性がある。

## 周辺
- しなの鉄道 屋代高校前駅
- しなの鉄道 屋代駅
- 更埴ジャンクション
- 森将軍塚古墳
- 森将軍塚古墳館
- 長野県立歴史館
- 科野の里歴史公園
- あんずの里アグリパーク
- あんずの里物産館
- 千曲市立屋代中学校
- 千曲市立東小学校
- 長野県屋代高等学校・附属中学校

## アクセス
- しなの鉄道屋代駅から東へ徒歩2.3キロメートル、タクシーで約5分。
- 千曲市循環バス東部線「あんず号」森・倉科方面 「科野の里歴史公園」バス停 徒歩約500メートル